# ワタナベミノリ
ワタナベ ミノリ（1987年 - ）は、日本の女優。滋賀県出身。エコーズ所属。

## 人物
京都府の大学に在学中、演劇サークルに所属。一般企業に就職していたが2年ほどで退職し、「やっぱり好きなことをやりたいな」という思いで演劇を再開する。
2013年より劇団「野鳩」に所属し、2016年の解散まで全公演に出演。

## 出演

### 舞台
- シアターノーチラス「ラジエーター」
- サマーソニックシアターfeat. THE☆メンチカツ成「ぞんべえい」
- 野鳩「自然消滅物語」
- 野鳩としまおまほ「はたらくおやつ」
- 野鳩解散公演「野鳩」
- キリンバズウカコルドファン公演「東益平７丁目団地防衛隊」
- MCR「ミカエル」
- ムニ「つかの間の道」[3]

### CM
- フマキラー　虫よけバリア
- ENEOS　TV　知らなかったニュースキャスター　電気篇

### アニメ
- ムズムズエイティーン